# Neila de San Miguel
Neila de San Miguel es un municipio de España perteneciente a la provincia de Ávila, en la comunidad autónoma de Castilla y León. Forma parte de la comarca tradicional del Alto Tormes. El término municipal tiene una población de 62 habitantes (INE 2024).

## Geografía
Neila de San Miguel se encuentra al suroeste de la provincia de Ávila, a 100 km de la capital de provincia. Su gentilicio es el de «neilense». La altitud de la localidad es de 1164 m sobre el nivel del mar. Se accede desde la carretera de Béjar a El Barco de Ávila (C-500), a través de la AV- 100 por San Bartolomé de Béjar; o desde la carretera de Sorihuela a Ávila (SA-101) por Medinilla. El municipio aparece representado en las siguientes hojas del Mapa Topográfico Nacional de España a escala 1:25 000: 0553-II (Santibáñez de Béjar) y 0553-IV (El Barco de Ávila). La distancia a Béjar es de 17 km, al Barco de Ávila 18,3 km, a Ávila 97,1 km y a Salamanca 71,8 km.
| Noroeste: Sorihuela (Salamanca)  | Norte: Sorihuela (Salamanca) | Noreste: Medinilla |
| Oeste: Sorihuela (Salamanca)     |                              | Este: Medinilla    |
| Suroeste: San Bartolomé de Béjar | Sur: San Bartolomé de Béjar  | Sureste: Becedas   |

### Vegetación
Las especies vegetales en el municipio son encina (Quercus ilex), roble melojo o rebollo (Quercus pyrenaica), castaño (Castanea sativa), cerezo: Prunus avium, fresno (Fraxinus sp.), escoba (Cytisus sp.), tomillo cantueso (Lavandula pedunculata), pino silvestre (Pinus sylvestris), sauce (Salix sp.), jara (Cistus salviifolius), chopo (Populus x canadensis), escaramujo (Rosa canina), zarzamora (Rubus ulmifolius), nogal (Juglans regia), hiedra (Hedera helix) y romero (Salvia rosmarinus).
Usos del suelo
Según el Mapa de Cultivos y Aprovechamientos del Ministerio de Agricultura, Pesca y Alimentación, la relación de usos del suelo es la siguiente.
- Agua 0,4 ha
- Asociación de Coníferas y otras frondosas 15,9 ha
- Improductivo 10 ha
- Matorral 49,6 ha
- Otras frondosas 438,6 ha
- Pastizal 29 ha
- Pastizal/Matorral 58,5 ha
- Pastizal con frondosas 3,1 ha
- Prados naturales 182,6 ha

## Historia
A mediados del siglo XIX, el lugar tenía contabilizada una población de 234 habitantes. Aparece descrito en el decimosegundo volumen del Diccionario geográfico-estadístico-histórico de España y sus posesiones de Ultramar de Pascual Madoz de la siguiente manera:

NEILA: l. con ayunt. de la prov. de Avila (15 leg.), part. jud. del Barco de Avila (3). aud. terr. de Madrid (30), c. g. de Castilla la Vieja (Valladolid 34), dióc. de Plasencia (12). sit. en el límite SO. de la prov., confinando con la de Salamanca, part. de Béjar, en el camino que de esta v. sube al puente del Congosto y en un alto llamado el Cabezo, desde el cual se descubre todo el campo de Salamanca y unos 16 pueblos: está combatido por todos los vientos; y su clima es propenso, por lo comun, a tercianas y cuartanas. Tiene 51 casas de inferior construccion, distribuidas en 16 calles sin empedrar y una plaza; hay casa de ayunt, escuela de primeras letras, comun á ambos sexos, con la retribucion de 6 fan, de centeno y una igl. parr. (San Miguel, curato de primer ascenso y de provision ordinaria: tiene de anejo á San Bartolomé; el cementerio sit. al lado N. del pueblo no perjudica á la salud pública, y los vec. se surten de aguas para sus usos de las de dos fuentes tituladas el Vallejo y los Chorros. Confina el térm. N. Sorihuela; E. Medinilla; S. Becedas, y O. San Bartolumé; se estiende 1/4 legua de N. á S. é igual dist. de E. á O., y comprende 884 fan. de tierra, un pequeño monte cubierto de roble alto y bajo, perteneciente á los propios del pueblo: varios castaños; diferentes prados naturales con medianas yerbas y algunas canteras de piedra: le cruza un arroyo o llamado Roneyla: al que se une otro pequeño, que llaman de los Salidos. El terreno en su mayor parte es de secano y de tercera calidad; con 197 fan. de regadío, de las cuales 20 son de primera clase. caminos: de herradura que dirigen á los pueblos limítrofes, y el ya citado que sube al puente del Congosto. El correo se recibe de la adm. del Barco de Avila. prod.: trigo, cebada, centeno, garbanzos, lino y patatas en abundancia; mantiene ganado vacuno, lanar, algun cabrío y de cerda, y cria caza de perdices, conejos y liebres. pobl.: 59 vec., 234 almas. cap. prod.: 370,825 rs. imp.: 14,833. contr.: 3,304 rs., 14 mrs. El presupuesto municipal asciende á 389 rs., que se cubren con 124, producto liquido de los propios, y el resto por reparto vecinal.
(Madoz, 1849, p. 151)

Hasta la reforma de la nomenclatura municipal de 1916 el municipio se llamaba simplemente Neila. En dicha fecha su nombre fue modificado por el de Neila de San Miguel.

## Demografía
Neila de San Miguel cuenta con una población de 62 habitantes (INE 2024).
| Gráfica de evolución demográfica de Neila de San Miguel entre 1842 y 2021 |
| |
| Población de derecho según los censos de población del INE. Población de hecho según los censos de población del INE.En estos censos se denominaba Neila: 1842, 1857, 1860, 1877, 1887, 1897, 1900 y 1910. |

## Transporte
Pese a estar situado en un extremo de la provincia el municipio está bien comunicado pues cuenta con cuatro carreteras locales que lo conectan a los municipios vecinos y a dos importantes vías de comunicación que pasan por los mismos. Hacia el noroeste cuenta con una salida hacia la carretera SA-102 que en Sorihuela, ya en la vecina provincia de Salamanca, permite comunicar tanto con la nacional N-630 que une Gijón con Sevilla como la autovía Ruta de la Plata que tiene el mismo recorrido que la anterior permitiendo unas comunicaciones más rápidas con el municipio; Por otro lado hacia el noreste una carretera local comunica con el vecino término de Medinilla. Hacia el sur está conectado a través de dos carreteras locales con la AV-100 que une El Barco de Ávila con San Bartolomé de Béjar y que permite además un segundo acceso a la provincia de Salamanca y a la mencionada autovía, en sentido suroeste comunica a través de San Bartolomé y en sentido sureste lo hace pasando por Becedas.
En cuanto al transporte público se refiere, tras el cierre de la ruta ferroviaria de la Vía de la Plata, que pasaba por los municipios de Sanchotello y Béjar y contaba con estaciones en los mismos, no existen servicios de tren en el municipio ni en los vecinos, ni tampoco línea regular con servicio de autobús, siendo la estación más cercana la de Béjar. Por otro lado el aeropuerto de Salamanca es el más cercano, estando a unos 77km de distancia.

## Fiestas
Sus fiestas patronales son el 29 y 30 de septiembre.